# Катандува (микрорегион)

Катандува на карте.

Катандува (порт. Microrregião de Catanduva) — микрорегион в Бразилии, входит в штат Сан-Паулу. Составная часть мезорегиона Сан-Жозе-ду-Риу-Прету. 
Население составляет 	221 465	 человек (на 2010 год). Площадь — 	2 282,080	 км². Плотность населения — 	97,05	 чел./км².

## Демография
Согласно сведениям, собранным в ходе переписи 2010 г. Национальным институтом географии и статистики (IBGE), население микрорегиона составляет:						
| Полное население                             | Полное население                             | Полное население                             | Полное население                             | 221 465 |
| -------------------------------------------- | -------------------------------------------- | -------------------------------------------- | -------------------------------------------- | ------- |
| в том числе:                                 | Городское население                          | 213 704                                      | Процент городского населения, %              | 96,50   |
|                                              | Сельское население                           | 7 761                                        | Процент сельского населения, %               | 3,50    |
|                                              | Мужское население                            | 110 706                                      | Процент мужского населения, %                | 49,99   |
|                                              | Женское население                            | 110 759                                      | Процент женского населения, %                | 50,01   |
| Плотность населения, чел/км²                 | Плотность населения, чел/км²                 | Плотность населения, чел/км²                 | Плотность населения, чел/км²                 | 97,05   |
| Население микрорегиона в % к населению штата | Население микрорегиона в % к населению штата | Население микрорегиона в % к населению штата | Население микрорегиона в % к населению штата | 0,54    |

## Статистика
- Валовой внутренний продукт на 2003 составляет 2 990 892 814,00 реалов (данные: Бразильский институт географии и статистики).
- Валовой внутренний продукт на душу населения на 2003 составляет 14 130,06 реалов (данные: Бразильский институт географии и статистики).
- Индекс развития человеческого потенциала на 2000 составляет 0,806 (данные: Программа развития ООН).

## Состав микрорегиона
В составе микрорегиона включены следующие муниципалитеты:
1. Ариранья
2. Кажоби
3. Катандува
4. Катигуа
5. Элизиариу
6. Эмбауба
7. Новайс
8. Палмарис-Паулиста
9. Параизу
10. Пиндорама
11. Санта-Аделия
12. Севериния
13. Табапуан